# メーゼ
メーゼ（伊: Mese）は、イタリア共和国ロンバルディア州ソンドリオ県にある人口約1,800人の基礎自治体（コムーネ）。

## 地理

### 位置・広がり
ソンドリオ県北西部、ヴァルキアヴェンナに位置するコムーネ。キアヴェンナから南西へ2km、県都ソンドリオから西北西へ41km、州都ミラノから北へ95kmの距離にある。

#### 隣接コムーネ
隣接するコムーネは以下の通り。
- キアヴェンナ
- ゴルドーナ
- プラータ・カンポルタッチョ
- サン・ジャーコモ・フィリッポ

### 地震分類
イタリアの地震リスク階級 (it) では、4 に分類される。

## 行政

### 山岳部共同体
広域行政組織である山岳部共同体「ヴァルキアヴェンナ山岳部共同体」 (it:Comunità montana della Valchiavenna) （事務所所在地: キアヴェンナ）を構成するコムーネの一つである。